# VMac
vMacは、Windows、DOS、OS/2、NeXTSTEP、Linux、Unix、およびその他のプラットフォーム上で動作するMacOSのオープンソースエミュレータである。vMacは開発終了しているが、vMacの改良された派生物であるMini vMacが積極的に開発されている。
vMacとMini vMacは、Macintosh Plusをエミュレートし、Apple Macintosh Systemバージョン1.1から7.5.5を実行できる。vMacとMini vMacは、Motorola 68000から68040までのCPUエミュレーション、ディスプレイ出力、サウンド、フロッピーディスクの挿入、HFV画像ファイル等をサポートする。一部のvMacの移植版には、CD-ROMサポート、基本的なシリアルポート（SCC）のサポート、Gemulator ROMボードのサポート、さまざまなパフォーマンスの向上などの追加機能が含まれている。
ウェブサイトは現在も運営されているが、ほとんどのvMacの開発は1999年に停止し、それ以来公式リリースは行われていない。Webサイトに記載されている開発者の電子メールアドレスの多くは、現在機能していない。

## 概要
vMacの派生物であるMini vMacは、Paul C. Prattによって引き続き保守、および開発が行われている。現在、Mini vMacはMacintosh 128K、512K、512Ke、Plus、SE、Classicをサポートしており、Macintosh II、Macintosh Portable、PowerBook 100のサポートに向けた開発も積極的に行われている。IIの現物が希少であるための不平を受け、Macintosh IIxおよびMacintosh SE/30のROMファイルもサポートされる。Mini vMacのSourceForgeプロジェクトでダウンロード可能なコンパイル済みバージョンは、4MiBのRAMを搭載したMacintosh Plusをエミュレートする。
vMacとMini vMacが機能するには、Macintosh PlusのROMファイルとMacintoshシステムソフトウェアが必要である。Macintosh ROMファイルはAppleのものであり、合法的に配布することはできない。ただし、vMac（Mini vMacではない）のWindowsおよびUnix移植版は、Emulators Inc.のGemulator ROMボードをサポートしているため、ユーザーはISA拡張スロットを介してx86マシンに正規のMacPlus ROMチップを追加できる。このボードは、他の初期のMacintoshシステムのROMチップもサポート可能であるが、公開されているバージョンのvMacはMacintosh Plusのみをサポートしていた。Macintoshシステムソフトウェアは、AppleのSupport Downloads Webサイトから入手できる（下記の外部リンクを参照）。
前述のように、Mini vMacには、必要なコンピューターエミュレーション用の特定のROMイメージも必要である。ROMイメージを取得するための68000 Mac用アプリケーションは、Mini vMac Webサイトからダウンロードできる。また、古いMacを用意し、ROMの取得、ディスクイメージを操作するための完全なチュートリアルもある。